# 阿推夫
32°28′39″N 3°44′52″E / 32.47750°N 3.74778°E

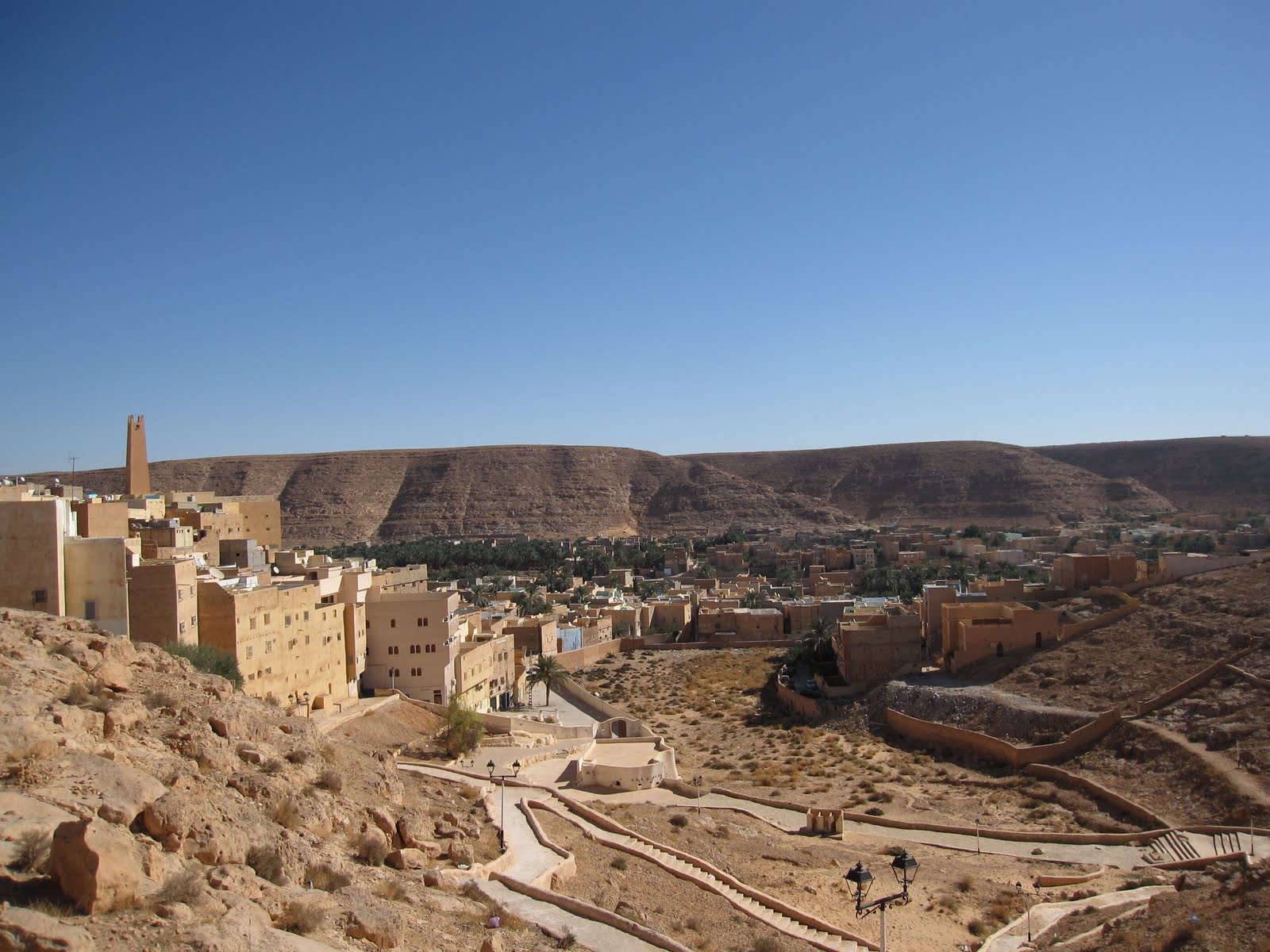

阿推夫（阿拉伯语：‎），是阿爾及利亞的城鎮，位於該國中部蓋爾達耶省，由布努拉區負責管轄，面積750平方公里，海拔高度458米，2008年人口14,752，人口密度每平方公里20人。